# جوزپه مورالیا
جوزپه مورالیا (ایتالیایی: Giuseppe Muraglia؛ زادهٔ ۳ اوت ۱۹۷۹) دوچرخه‌سوار اهل ایتالیا است.